# Izvorul (film)
Izvorul (în engleză The Fountainhead) este un film dramatic american din 1949, produs de Henry Blanke⁠(d) și regizat de King Vidor. În rolurile principale apar Gary Cooper, Patricia Neal, Raymond Massey⁠(d), Robert Douglas⁠(d) și Kent Smith⁠(d). Filmul reprezintă o adaptare a romanului publicat sub același nume în 1943 de Ayn Rand. Deși scenariul redactat de Rand a fost utilizat, aceasta a criticat ulterior montajul, designul producției și interpretarea actorilor.
Filmul urmărește viața și cariera personajului Howard Roark, un tânăr arhitect individualist, care preferă mai degrabă să trăiască în obscuritate decât să-și compromită viziunea artistică și personală. Roark încearcă să proiecteze  arhitectură modernă, însă întâmpină rezistență din partea arhitecților tradiționali. Acesta reprezintă întruchiparea spiritului uman, iar lupta sa cu cei care i se împotrivesc reprezintă lupta dintre individualism și colectivism .

## Rezumat
Howard Roark este un arhitect individualist, hotărât să lupte împotriva conformității din domeniu. Ellsworth Toohey, criticul de arhitectură al ziarului The Banner, se împotrivește individualismului promovat de acesta și este dispus să conducă o cruciadă împotriva sa. Magnatul Gail Wynand privește cu dezinteres situația, dându-i criticului mână liberă. Dominique Francon, o redactoare plină de farmec a ziarului The Banner, admiră creațiile lui Roark și nu este de acord cu campania lui Toohey. Aceasta este logodită cu banalul arhitect Peter Keating (Kent Smith). Deși nu l-a întâlnit sau văzut vreodată pe Roark, tânăra consideră că acesta este condamnat să trăiască într-o lume care detestă individualismul. Între timp, Wynand se îndrăgostește de Francon și dezvăluie că Keating este un simplu oportunist.
Roark nu reușește să găsească un client dispus să construiască în conformitate cu planurile sale. De asemenea, refuză orice contract care implică modificarea creațiilor sale. Ruinat, tânărul se angajează ca muncitor necalificat într-o carieră de piatră⁠(d) deținută de tatăl lui Francon și situată lângă casa de vacanță a familiei. Dominique vizitează cariera și îl observă pe Roark, iar între cei doi apare o atracție reciprocă. Dorind să-l cunoască pe acesta, Francon distruge o placă de marmură albă din locuință, iar tânărul arhitect este însărcinat cu înlocuirea sa. Roark realizează că aceasta a pus la cale totul, îi ironizează pretextul și, după prima vizită, trimite un alt muncitor să finalizeze reparația. Francon se înfurie și revine călare la carieră; când îl găsește pe Roark, tânărul o ironizează din nou, iar aceasta îl lovește peste față cu biciul. Mai târziu, acesta apare în dormitorul ei, o îmbrățișează și o sărută cu pasiune. În camera sa, Roark descoperă o scrisoare prin care este anunțat că i se oferă un nou proiect; își face imediat bagajele și părăsește locul de muncă. Francon vizitează din nou cariera și află că muncitorul și-a dat demisia, iar ea nici măcar nu știe că tânărul este Howard Roark, strălucitul arhitect pe care l-a sprijinit în presă.
Wynand este hotărât să se căsătorească cu Francon, deși ea nu este îndrăgostită de el. Aceasta refuză, iar mai târziu, descoperă adevărata identitate a tânărului din carieră, când cei doi se întâlnesc la o petrecere pentru deschiderea Enright House, o clădire proiectată de Roark. Francon vizitează apartamentul arhitectului și îi spune că este dispusă să se căsătorească cu acesta dacă renunță la arhitectură; Roark refuză propunerea. Prin urmare, Francon acceptă cererea în căsătorie a lui Wynand, iar magnatul îi oferă lui Roark șansa de a proiecta o casă luxoasă într-o zonă izolată. Treptat, cei doi devin prieteni, iar Francon privește cu gelozie relația dintre aceștia.
Peter Keating, angajat pentru a dezvolta un ansamblu rezidențial, îi cere ajutorul lui Roark. Acesta este de acord, dar îi cere prietenului său să-l construiască exact așa cum a fost proiectat; dacă o va face, îi va permite lui Keating să spună că el este autorul. La îndemnul invidiosului Toohey, firma de construcții modifică designul proiectului astfel încât să conține elemente arhitecturale acceptabile. Roark - cu ajutorul lui Francon - plantează explozibili, detonează clădirile și este arestat la fața locului. Mai târizu, Toohey îl constrânge pe Keating să mărturisească în privat că Roark este autorul proiectului. Roark este trimis în judecată și este descris de toate publicațiile drept un inamic public, cu excepția ziarului The Banner, unde Wynand susține cauza tânărului arhitect. Cu toate acestea, toți adepții lui Toohey din redacție își părăsesc posturile și inițiază o campanie împotriva The Banner cu scopul de a distruge ziarul. Conștient că nu poate lupta împotriva tuturor fără să piardă publicația, Wynand se alătură celorlalte ziare care condamnă public acțiunile lui Roark.
În cadrul procesului, Roark nu aduce martori și se adresează instanței pro se. Acesta susține un lung discurs în care își apără dreptul de a pune propriile lucrări la dispoziția altora în baza propriilor condiții. Acesta este declarat nevinovat de către juriu. Wynand se simte vinovat și îl cheamă pe arhitect în biroul său pentru a-i prezenta un contract pentru proiectarea Clădirii Wynand; aceasta urma să devină cea mai înaltă structură din lume⁠(d). La scurt timp după plecarea lui Roark, Wynand scoate un pistol și se sinucide.
Luni mai târziu, Francon intră pe șantierul Clădirii Wynand și urcă cu liftul până în vârful construcției, în timp ce Roark, în prezent căsătorit cu aceasta, stă triumfător pe marginea zgârie-norului.

## Distribuție
- Gary Cooper - Howard Roark
- Patricia Neal - Dominique Francon
- Raymond Massey - Gail Wynand
- Kent Smith - Peter Keating
- Robert Douglas - Ellsworth M. Toohey
- Henry Hull - Henry Cameron
- Ray Collins - Roger Enright
- Moroni Olsen - președintele
- Jerome Cowan - Alvah Scarret
- Creighton Hale - funcționar (necreditat)
- Russell Hicks - membru al comisiei (necreditat)
- Jack Mower - Foreman (necreditat)
- Paul Newlan - polițist (necreditat)
- Charles Trowbridge - director (necreditat)
- Leo White - trecător (necreditat)